# Cnephalodes pollinosus
Cnephalodes pollinosus är en tvåvingeart som beskrevs av Townsend 1911. Cnephalodes pollinosus ingår i släktet Cnephalodes och familjen parasitflugor.
Artens utbredningsområde är Peru. Inga underarter finns listade i Catalogue of Life.